# Luci Pinari
Luci Pinari (llatí: Lucius Pinarius) va ser un militar romà del segle i aC. Era besnebot de Juli Cèsar, net de la seva germana Júlia Major.
En el testament del dictador, Luci Pinari va rebre una quarta part dels seus béns, però a repartir amb un altre besnebot, Quint Pedi, mentre les tres quartes parts restants van passar a Octavi, que després seria l'emperador August.
Va servir a l'exèrcit dels triumvirs contra Cassi i Brutus.